# 莫尔顿 (阿拉巴马州)
莫尔顿（英語：Moulton），是美国阿拉巴马州下属的一座城市。面积约为5.99平方英里（约合15.52平方公里）。根据2010年美国人口普查，该市有人口3,471人，人口密度为579.37/平方英里（约合223.65/平方公里）。